# Nöjd?
„Nöjd?” – drugi singel szwedzkiej piosenkarki Veroniki Maggio, który został wydany w 2006 roku przez Universal Music AB.

## Lista utworów
- CD maxi–singel (2006)[1]

1. „Nöjd?” – 3:02
2. „Nöjd?” (Polyphonics Re-Shuffle Remix) – 3:51
3. „Nöjd?” (Spånka NKPG Remix) – 6:05
4. „Dumpa mig” (Up Hygh's Blast from the Past Remix) – 4:02

## Notowania na listach przebojów
| Kraj    | Lista (2006)   | Najwyższa pozycja |
| ------- | -------------- | ----------------- |
| Szwecja | Top 60 Singles | 6                 |